# 基督教的神
基督教教義相信一位独一的－神，中文翻譯又稱上帝、天主、上主、主，名为YHWH／YHVH，新教聖經和合本譯作耶和華，天主教聖經思高本譯作雅威，或可譯作亞威，亞呼威，祂是自有永有、全能、全善、永恆的神，是這個世界的創造者與維護者。按照第一次君士坦丁堡公會議的結果，祂是三位一体的神：有圣父、圣子、圣灵／聖神（聖經和合本譯作圣灵，聖經思高本譯作聖神）三个位格。祂創造了人，也拯救犯罪墮落的人，祂派自己的獨生子耶穌基督為人類贖罪，拯救一切信靠祂的人。

## 名字
四字神名（希伯來語：יהוה，轉拼為YHVH／YHWH）是這位神啟示給人他的獨特的名字，這件事情記載在聖經《出埃及記》，當時以色列人在埃及做奴隸，神呼召摩西，讓他帶領以色列人出埃及。
摩西對神說：「看哪，我到以色列人那裏，對他們說：『你們祖宗的神差派我到你們這裏來。』他們若對我說：『他叫甚麼名字？』我要對他們說甚麼呢？」神對摩西說：「我是自有永有的」；又說：「你要對以色列人這樣說：『那自有永有的差派我到你們這裏來。』」神又對摩西說：「你要對以色列人這樣說：『耶和華－你們祖宗的神，就是亞伯拉罕的神，以撒的神，雅各的神差派我到你們這裏來。』這是我的名，直到永遠；這也是我的稱號，直到萬代。《出埃及記》第3章第13-15节（和合本修訂版）
耶和華這個名字跟文中提到的“自有永有”這個屬性在字根上有密切的聯繫，可以說就是自有永有的意思，就是神是自己存在，不依靠任何別的存在而存在，他自己就是圓滿的存在，他是永恆，他不是被造。耶和華這個名字在聖經中共出現6220次。
猶太人的傳統裡面將耶和華看作一個至聖的名字，避諱直接讀這個名字，他們將聖經中的耶和華讀作「上主」或「主」（希伯來語：אֲדֹנָי，音Adonai），只有祭司在耶路撒冷的聖殿裡面禱告的時候可以讀耶和華這個詞。公元70年耶路撒冷的聖殿被毀，猶太人散居各地，就不再有人直接讀這個字。古代的希伯來文字又是只寫輔音不標誌母音的，久而久之，這個詞的確切讀法已經失傳。後來的文獻將「上主」或「主」（Adonai）的母音加進這個字，讀為“耶和華”，中文如此音譯。根據現代學者的考證，認為這個詞更可能是讀為“雅威”的音。不像猶太教，基督教一些教派並不避諱直接讀這個名字，也沒有學者提議重新音譯。
基督新教各聖經譯本都音譯為“耶和華”，天主教音譯為「雅威」，但大多都是使用聖經思高本意譯的「上主」。
當舊約聖經被翻譯成希臘文的七十士譯本的時候，譯本用「上主」或「主」（希臘語：κύριος，轉拼為kyrios）來翻譯“耶和華”，跟Adonai的希臘文翻譯是一樣的，這是繼承了猶太人傳統裡對“耶和華”這個名字的敬畏。新约也繼承了這個傳統，如馬太福音4:10：
因為經上記著說：“當拜主（Kyrion，命令式）你的神，單要事奉他”（和合本神版）
 因為經上記載：「你要朝拜上主，你的天主，惟獨事奉他。」（思高本）
這裡引用的經文在舊約有多處提到，如申命記6:13：
你要敬畏耶和華（YHVH／YHWH）你的神，事奉他。（和合本神版）
 你要敬畏上主你的天主，只事奉他。（思高本）

## 天主
天主（希伯來語：אֱלֹהִים，音Elohim，音Theos），即埃洛希姆，是聖經中對神所使用的一個常見稱呼，在中文裡，基督新教又譯作神或上帝，天主教譯作天主或神。

### 聖經原文
中文的神／上帝／天主在舊約聖經中是אֱלֹהִים，下用音譯Elohim代指，在新約聖經中是θεός，下用音譯Theos代指。
希伯來文Elohim在舊約聖經共出現2598次。這個詞其實是一般意義上的“神”（אל，音譯El，或 אֱל֫וֹהַּ，音譯Eloah）的複數態，但用於指耶和華的時候做單數使用。舊約聖經中絕大多數情況下這個詞指耶和華神。在詩篇82:1這個詞在一句話裡做兩個用法：
神（Elohim）站在有權力者的會中，在諸神（Elohim）中行審判。（和合本神版）
希臘文Theos在新約聖經中共出現1327次。這個詞也可以用於指一般意義上的“神”，如哥林多前書8:5-6：
雖有稱為神（Theoi，Theos的複數）的，或在天，或在地，就如那許多的神（Theoi），許多的主；然而我們只有一位神（Theos），就是父，萬物都本於他（和合本神版）
當新約聖經引用舊約聖經時，用這個詞來翻譯Elohim，如馬太福音4:10：
因為經上記著說：“當拜主你的神（Theon，Theos的屬格），單要事奉他”（和合本神版）
這裡引用的經文在舊約有多處提到，如申命記6:13：
你要敬畏耶和華你的神（Elohika，Elohim的屬格），事奉他。（和合本神版）
Elohim與一般意義上的“神”（El）是同一詞根，Theos與一般意義上的“神”（Theos）是同一個詞，這帶來很豐富的對比。除了上面引用的兩處經文，還有比如《出埃及記》20章頒布十誡：“神（Elohim）吩咐這一切的話，說：‘我是耶和華你的神（Eloheka，屬格），……，除了我以外，你不可有別的神（Elohim）”。這裡面將兩者對比得更加清楚。

### 中文翻譯
在其他語言中，這個詞都有一個通行的翻譯，比如拉丁語Deus，英語God，但在中文中卻出來三個不同版本的翻譯：基督新教的神和上帝，与天主教的天主，這是三個主要版本，另外還有一些並未廣傳的的翻譯。
約635年，基督教首次傳入中國，稱為景教，其文獻中對其獨一神有兩種譯法，一是意譯為“天尊”，是藉用當時佛教的術語。二是音譯為“阿羅訶”，例如敦煌鳴沙山石室發現的唐代景教寫本《尊經》，這是對基督教所敬拜的獨一神的最早翻譯。
16世紀末明朝末年，天主教耶穌會的利瑪竇將基督教傳到中國，1584年十誡譯為中文，稱為“祖傳天主十誡”，又著書《天主實義》，這是“天主”譯文的來源。聖經中的“天”是耶和華的居所，“主”是對耶和華的另外一個稱呼，顧名思義為天主。
利瑪竇也開啟了另一個譯文“上帝”，他在其解釋基督教的《天主實義》中將此“天主”與中國儒家經典《中庸》《詩經》《易》《禮》中的“上帝”相互印證，說“吾天主即古經書所稱上帝也，……歷觀古書，則知上帝與天主，特異以名也”。利瑪竇的意思並不是要用“上帝”來翻譯，但這個詞語迎合了本土的語境，不脛而走，很受歡迎。天主教內部就基督教中的“天主”與中文原來語境中的“上帝”是否可以如此類比展開了辯論，1645年9月12日，教宗依诺增爵十世宣布禁止用“上帝”称呼造物主。1715年3月19日，教宗克莱孟十一世发布“自登基之日”通谕：“……所以在中国之西洋人，并入天主教之人，方用‘天主’二字，……并不许用‘上帝’字眼，……”。天主教於1968年出版的思高本譯為“天主”，將指一般神明的地方仍然譯作“神”。
後來，基督新教傳入中國，1823年馬禮遜出版《聖經》的第一本完整的漢譯本，將此獨一神有的地方譯為“神”，有的地方譯為“天”，有的地方譯為“神天”，這是另一個譯文“神”的正式出場。
1843年，英美傳教士重譯《聖經》，也就是“文理委办譯本”，英國傳教士堅持使用“上帝”，美國傳教士堅持使用“神”，後來這成為雙方中斷合作的一個原因，各自出版自己的中文翻譯。
1887年-1888年，在《萬國公報》上若干西方傳教士和中國基督徒發表一系列文章，辯論“上帝”與“神”的翻譯問題，贊同使用“上帝”的意見基本承接了以前利瑪竇的意見，認為中國文化裡的上帝與基督教的獨一神即使不是一回事，也是大有可比之處，他們都是至高之神，不是地方神明，用“神”可能與中國的眾多神明誤會。贊同使用“神”的意見認為原文的Elohim/Theos是个属类词（generic name），本身有一般神明和耶和華神的雙重的含義，用神來翻譯頗合原意，上帝一詞與皇帝頗多關聯，可能會有誤解。
1919年，英美傳教士再次聯合翻譯《聖經》，就是現在仍然最通行的《和合本》，這個譯本同時出了兩個版本：上帝版和神版，除了上帝／神的稱呼，完全一樣。神版將Elohim／Theos譯為“神”，上帝版將指耶和華神的地方譯為上帝，將指一般神明的地方譯作“神”。為了排版的方便，神版在“神”前面加一個空格，以便與上帝版使用除此以外同樣的排版。（這個空格不是為了敬畏神而加的，這是常見的誤解。）
20世紀後半葉出版的中文新譯本譯為“神”，這似乎反映了現代華人基督新教神學家的意見傾向。
現在的基督新教的教會使用“神”的用法似乎更多一些，一般在“上帝”或者“神”之間選擇一個自己習慣的用法，不再為兩個翻譯激烈辯論，有時候為了行文和詩歌音節的方便而加以取捨。然而，“上帝”一詞可能與其他信仰混淆(例如: 玉皇上帝)。另外，其實基督教的神Elohim並非只願意在天上受人膜拜，祂更渴望成為地上信徒的生命，並與信徒同行。基於以上原因，有些教会認為上帝一詞不能合適代表基督教的神。

## 主
「上主」或「主」（希伯來語：אֲדֹנָי，音Adonai，音kyrios）也是一個常用的稱呼。
在舊約聖經中Adonai共出現448次，這是一個一般意義上的“主人”（希伯來語：אָדוֹן，音Adon）的強調式，專門用於指神。中文將兩個字常常都譯作「上主」或「主」。
在新約聖經裡面Kyrios共出現722次，一般用來特指三位一體的神中的聖子耶穌，也用於指一般的“主人”，耶穌的比喻中的“主／主人”常常就比喻他自己，中文的“主”很清楚地反映了這兩種意思。而在一些英文翻譯中，將指神的“主”譯為Lord，將一般的“主人”譯為lord，Sir，Master等。

## 神論
基督教系統神學是系統闡述基督教信仰的理論，可以分為神論、耶穌論、人論、救贖論、聖靈論、教會論等一些方面。耶穌論、聖靈論也可以看作神論的一部分，但因為他們都各自太重要了，所以抽出來。基督教對神大致有以下的觀點：
- 獨一真神：神——那永恆的存在與萬物的創造者，只有一位。
- 有位格：神有自我的意識，並進而有思想、意志、情感。
- 三位一體：獨一的神有三個位格：聖父、聖子、聖靈。聖父完全是神，聖子完全是神，聖靈完全是神；子是父的化身和彰顯，靈是父子的實際和實化。
- 是一個靈：神的本質不是局限於肉體或者物質的存在。
- 自有永有：神非被造，他存在於萬物以先，他自己就是圓滿的存在。
- 永恆：神是初，是終，從永遠到永遠。
- 全能：神無所不知，無所不能。
- 全善：神就是愛，是聖潔、公義、信實。
- 全在：神無所不在。
- 創造：神創造宇宙萬物，宇宙萬物都是他所造的，神照著他的形象造人。
- 護理：神自從創造這個世界，他就一直在護理這個世界，這個世界每時每刻都靠著他的護理才能繼續存在。
- 救贖：神通過耶穌基督救贖犯罪的人，這一點展開來，就是救贖論。

## 與猶太教、伊斯蘭教的神觀比較
基督教與猶太教、伊斯蘭教殊途同源，關係錯綜複雜。按時間的先後——猶太教、基督教、伊斯蘭教——後來出現的信仰對前面的信仰多多少少有些承認，同時又有很多的發展和變化，而前面的信仰卻不承認後來的信仰。下面做簡略比較：
|      |                  | 猶太教                                                                | 基督教 （天主教、東正教、新教）                                       | 伊斯蘭教                                                                  |
| ---- | ---------------- | --------------------------------------------------------------------- | --------------------------------------------------------------------- | ------------------------------------------------------------------------- |
| 屬性 | 神的名称         | 四字神名 （上帝耶和華或天主雅威）                                     | 四字神名 （上帝耶和華或天主雅威）                                     | 安拉（汉语又称：真主）                                                    |
| 屬性 | 獨一性           | 獨一真神，全知、全能、全善、全在、永恆                                | 獨一真神，全知、全能、全善、全在、永恆                                | 獨一真神，全知、全能、全善、全在、永恆                                    |
| 屬性 | 三位一體         | 否                                                                    | 是                                                                    | 否                                                                        |
| 工作 | 創造與審判       | 神創造天地，並造人。神是世界的審判者                                  | 神創造天地，並造人。神是世界的審判者                                  | 神創造天地，並造人。神是世界的審判者                                      |
| 工作 | 揀選             | 揀選亞伯拉罕                                                          | 揀選亞伯拉罕                                                          | 揀選亞伯拉罕                                                              |
| 工作 | 揀選             | 揀選亞伯拉罕的二兒子以撒 （亞伯拉罕與其妻撒拉所生，是以色列人的祖先） | 揀選亞伯拉罕的二兒子以撒 （亞伯拉罕與其妻撒拉所生，是以色列人的祖先） | 揀選亞伯拉罕的大兒子以實瑪利 （亞伯拉罕與其妾夏甲所生，是阿拉伯人的祖先） |
| 工作 | 揀選             | 揀選亞伯拉罕的孫子以色列的後裔：以色列人                              | 揀選一切相信耶穌基督的人                                              | 揀選一切相信阿拉的人                                                      |
| 工作 | 救贖工作         | 神揀選以色列人                                                        | 耶穌付上贖價，人信耶穌                                                | 阿拉的仁慈，人行功德                                                      |
| 聖者 | 耶穌是誰         | 褻瀆者                                                                | 聖子真神                                                              | 先知                                                                      |
| 聖者 | 穆罕默德是誰     | 褻瀆者                                                                | 褻瀆者                                                                | 最後使者、先知和天啟諸教復興者                                            |
| 聖書 | 希伯來聖經是什麼 | 聖經                                                                  | 舊約聖經 （與猶太教的解讀有很多不同）                                 | 先知啟示，但因為人的謄錄流傳，錯誤甚多                                    |
| 聖書 | 新約聖經是什麼   | 褻瀆                                                                  | 新約聖經，神最終的啟示                                                | 先知啟示，但因為人的謄錄流傳，錯誤甚多                                    |
| 聖書 | 可蘭經是什麼     | 褻瀆                                                                  | 褻瀆                                                                  | 神最終的啟示                                                              |
| 總結 | 對猶太教的看法   | -                                                                     | 是基督教信仰的前身，但錯誤理解揀選和律法                              | 是對阿拉的不完全的理解                                                    |
| 總結 | 對基督教的看法   | 是褻瀆神                                                              | -                                                                     | 是對阿拉的不完全的理解                                                    |
| 總結 | 對伊斯蘭教的看法 | 是褻瀆神                                                              | 是褻瀆神                                                              | -                                                                         |